# マーキュリー・アトラス6号
マーキュリー・アトラス6号（マーキュリー・アトラス6ごう、Mercury-Atlas 6）は、アメリカ合衆国がマーキュリー計画で打ち上げた有人宇宙船。コールサインはフレンドシップ7 (Friendship 7)。1962年2月20日にケープカナベラル空軍基地より打ち上げられた。

## 概要
乗員はジョン・グレン。
米国初の有人地球周回飛行に成功し、当時宇宙開発において先行していたソ連のレベルに追いついたミッションとなった。
なお、米国初の有人弾道飛行に成功したのは、マーキュリー・レッドストーン3号である。

## 飛行中のトラブル

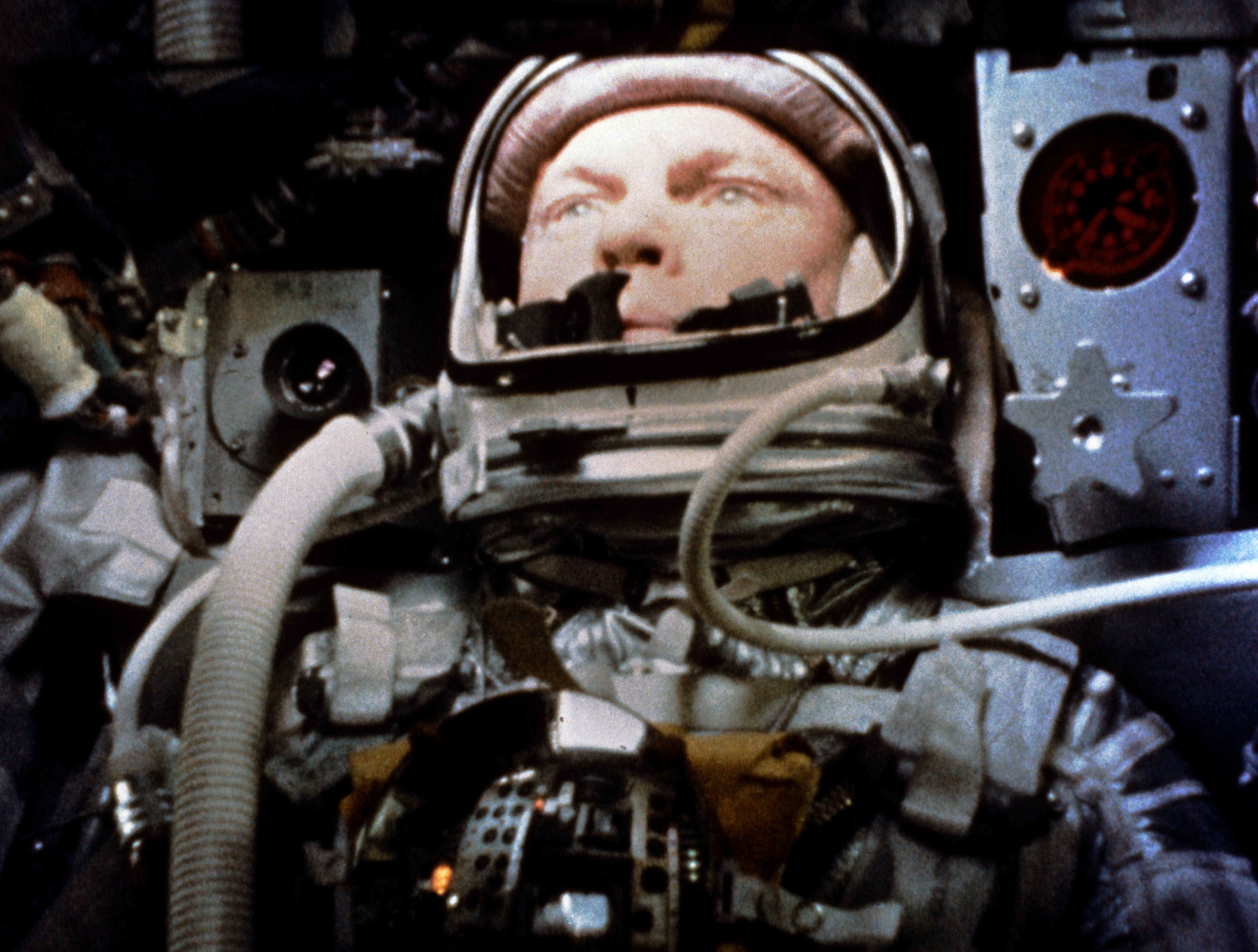
宇宙船内のジョン・グレン

フレンドシップ7は最低7周以上の地球周回飛行を行う予定であったが、2周目にトラブルが発生した。
予備の酸素タンクが12%減少している事が判明。さらに宇宙船着水時の衝撃緩衝用エアバッグシステムのセンサーである「セグメント51」が異常値を示し、それは宇宙船の耐熱シールドが脱落しかかっていることを意味したため、3周目の飛行後に大気圏に再突入することが決定された。
グレンは当初何が起こっているかは分かっていなかったが、管制センターがエアバッグの展開スイッチがOFFであるかどうか何度も訊ねたため、次第に何か問題が起こっているのではないかと疑い始めた。
再突入時に管制センターはエアバッグのスイッチを「自動」にして、ライトが点灯するかどうかを確認するように指示した。
ここに至ってグレンは耐熱シールドが脱落しかかっていることにようやく気付いた。しかもライトは点灯せず、装置を作動させたのに何の音もしなかった。

## 大気圏再突入
通常、逆推進ロケット噴射後に逆推進ロケット装置を切り離してから大気圏再突入を行うのだが、装置を固定している金具が耐熱シールドの脱落を防いでくれることを期待して、切り離さずに大気圏再突入を行うことになった。
ジョン・グレンは後に、「大気圏再突入時の熱がピークに達した頃に逆推進ロケット装置が外れたと感じたが、火の玉になった破片が次々と窓の外を横切るのを見て、耐熱シールドが粉々になっているのではないかと不安になった」と語っている。彼が見た破片は逆推進ロケットが再突入時の熱で破壊されたものであった。
後の調査で耐熱シールドには異常はなく、セグメント51のセンサー故障が原因である事が判明した。

## 着水・回収
探査機はプエルトリコの北西約220マイル (350 km)、北大西洋上、北緯21度20分西経68度40分付近で、計画された着陸帯には40マイル (64 km)手前で無事着水した。逆噴射の計算では、搭載された消耗品の使用による宇宙船の質量損失が考慮されていなかった。コードネーム「スティールヘッド」とされた駆逐艦USSノアは、パラシュートで降下していた宇宙船を発見した。駆逐艦はグレンに間もなく到着すると無線で知らせたとき、その駆逐艦は約6マイル（9.7キロ）離れていた。ノアは17分後にフレンドシップ7と並走した。
USSノアが着水した機体を船上に引き上げた。
グレンは上部ハッチを開けて外に出ることになっていたが、宇宙船内があまりに暑かったため、火薬で瞬時に吹き飛ぶようになっている横の緊急脱出用ハッチで手っ取り早く外に出ることにした。周囲の人間に離れるように指示して、点火スイッチを押した。グレンは破片で拳を怪我したが、笑顔で船外へ出て来た。第一声は「船内はとても暑かった」であった。

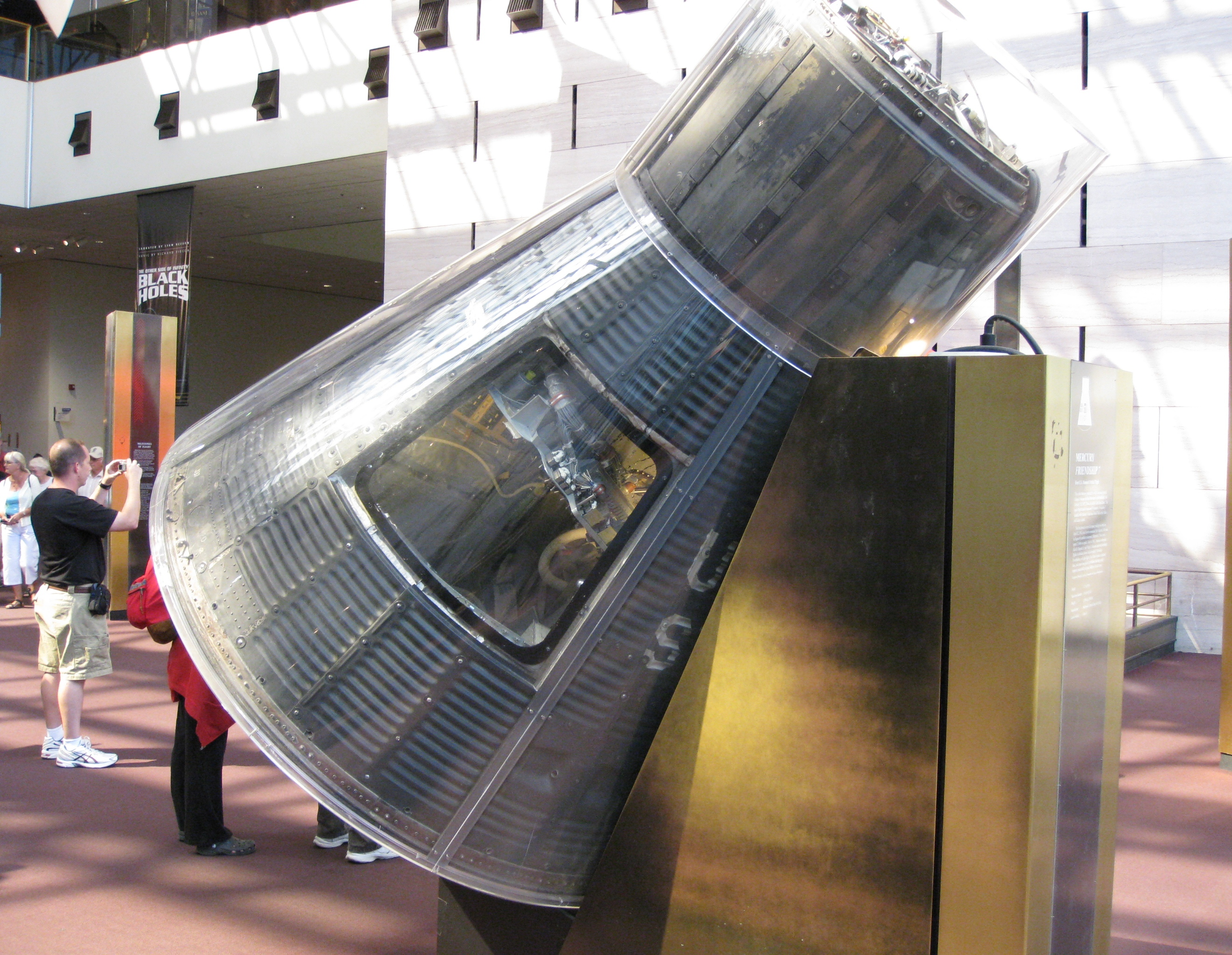
国立航空宇宙博物館に展示されているフレンドシップ7

フレンドシップ7はワシントンD.C.の国立航空宇宙博物館の中央展示ホールに展示されている。